# Нижняя Пернтпахка
Нижняя Пернтпахка — река в России, протекает по Ловозерскому району Мурманской области. Длина реки составляет 10 км.
Начинается из небольшого безымянного озера к югу от горы Гусиная. Течёт сначала на юг по заболоченной тундре, потом поворачивает на северо-восток. В низовьях порожиста. Устье реки находится в 26 км по левому берегу реки Лыльйок.

## Данные водного реестра
По данным государственного водного реестра России относится к Баренцево-Беломорскому бассейновому округу, водохозяйственный участок реки — реки бассейна Баренцева моря от восточной границы бассейна реки Воронья до западной границы бассейна реки Иоканга (мыс Святой Нос). Речной бассейн реки — бассейны рек Кольского полуострова, впадает в Баренцево море.
Код объекта в государственном водном реестре — 02010000912101000005334.